# Cornelia Jakobs
Anna Cornelia Jakobsdotter Samuelsson (művésznevén, röviden: Cornelia Jakobs) (Stockholm, 1992. március 9. – ) svéd énekesnő, dalszerző. Ő képviselte Svédországot a 2022-es Eurovíziós Dalfesztiválon Torinóban, a Hold Me Closer című dallal. A verseny döntőjében a negyedik helyen végzett.

## Pályafutása
2008-ban jelentkezett a svéd Idolba, ahol a zsűri nem juttatta tovább. 2010 és 2016 között a Love Generation (később: Stockholm Syndrome) együttes tagja volt. 2011-ben Dance Alone című dalukkal bejutottak a svéd eurovíziós válogató, a Melodifestivalen mezőnyébe, ahol a második esély fordulóig jutottak. 2012-ben ismét szerepeltek a műsorban, ahol ezúttal az elődöntőben kiestek.

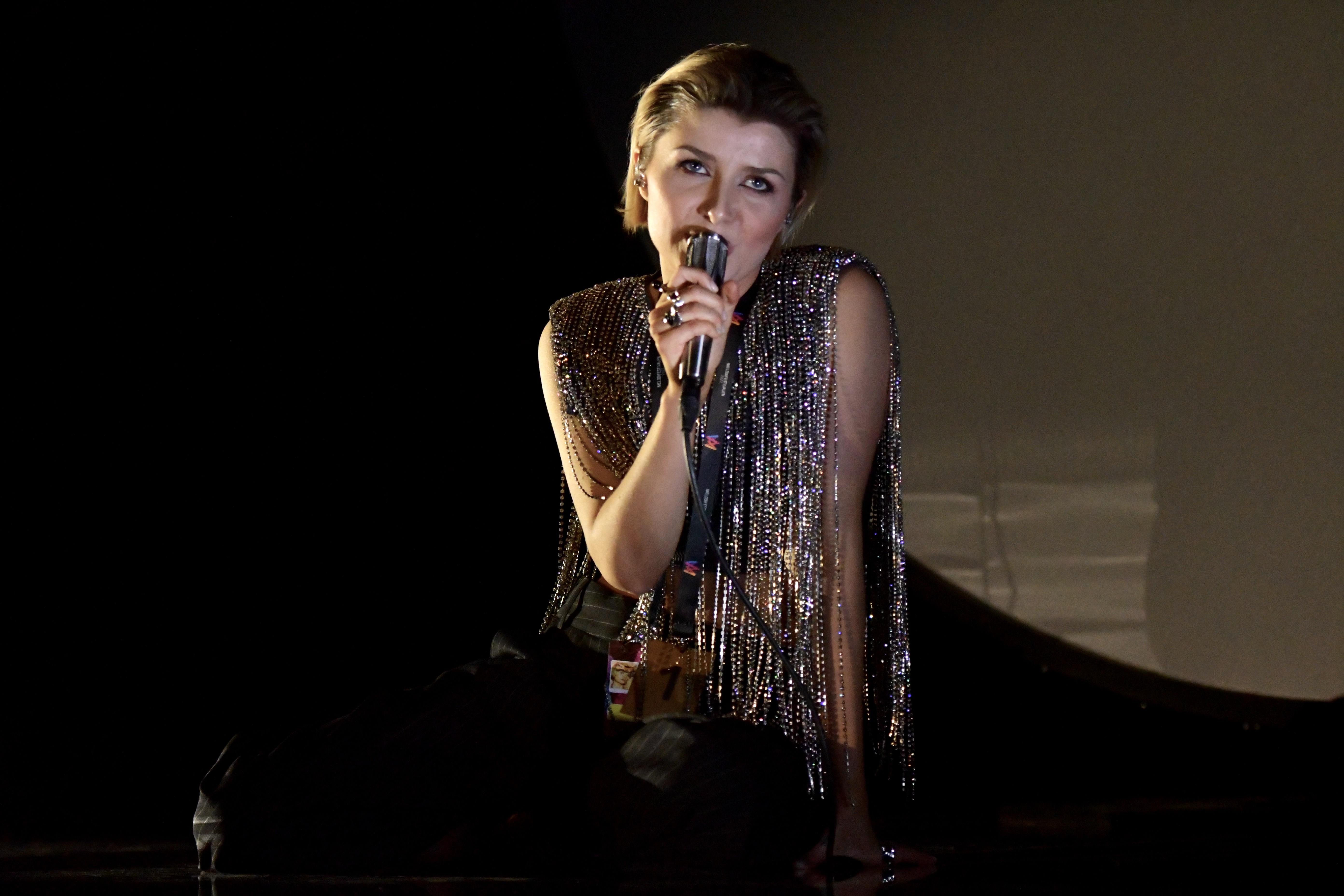
Cornelia a 2022-es Melodifestivalen válogatójában

2021-ben Best Of Me című szerzeménye szerepelt a Melodifestivalen mezőnyében. A dalt Efraim Leo adta elő, aki a második esély fordulóig jutott.
2021. november 26-án vált hivatalossá, hogy az énekesnő bekerült a Melodifestivalen svéd eurovíziós nemzeti válogató mezőnyébe. A dalt először a műsor első válogatójában, 2022. február 5-én adta elő. A szavazás első fordulójában a legtöbb szavazatot összegyűjtve egyenesen a döntőbe jutott. A válogatóban a nézők szavazatai alapján a szavazás első fordulójában első helyen végzett, így automatikusan a döntőbe jutott tovább. A március 12-én megrendezett döntőben a nemzetközi zsűri szavazáson első helyen végzett 74 ponttal, míg a nézői szavazáson második helyezett lett 70 ponttal, így összesítésben 146 pontot sikerült szereznie, amellyel megnyerte a versenyt, így ő képviselhette Svédországot az Eurovíziós Dalfesztiválon.

## Diszkográfia

### Kislemezek
- Late Night Stories (2018)
- All the Gold (2018)
- You Love Me (2018)
- Animal Island (2018)
- Shy Love (2018)
- Locked Into You (2018)
- Hanging On (2019)
- Dream Away (2020)
- Weight of the World (2020)
- Hold Me Closer (2022)
- Fine (2022)
- Rise (2022)
- Need You Now (2023)